# Slashdot
Slashdot是一個資訊科技網站，每天以網誌的形式在主頁发表科技资讯，所有的新聞都源于网友投稿，经編輯筛选后發表，文中会附上源新闻的链接。
2016年1月，BIZX收购了Slashdot传媒，包括slashdot.org和SourceForge。
2019年12月，BIZX更名为Slashdot传媒。
2020年7月20日，该网站位列Alexa Internet全球排名第10,685位，访问量前3名的国家为印度（58.9%）、美国（21.6%）和巴基斯坦（5.0%）。該站的新聞主題包括電影和書籍的評論、訪問和Ask Slashdot等。
在Slashdot的使用高峰期，一篇新闻报道发布到该网站上的链接可能会致使一些小型或独立的网站瘫痪。这种现象被称为“Slashdot效应”。

## 历史

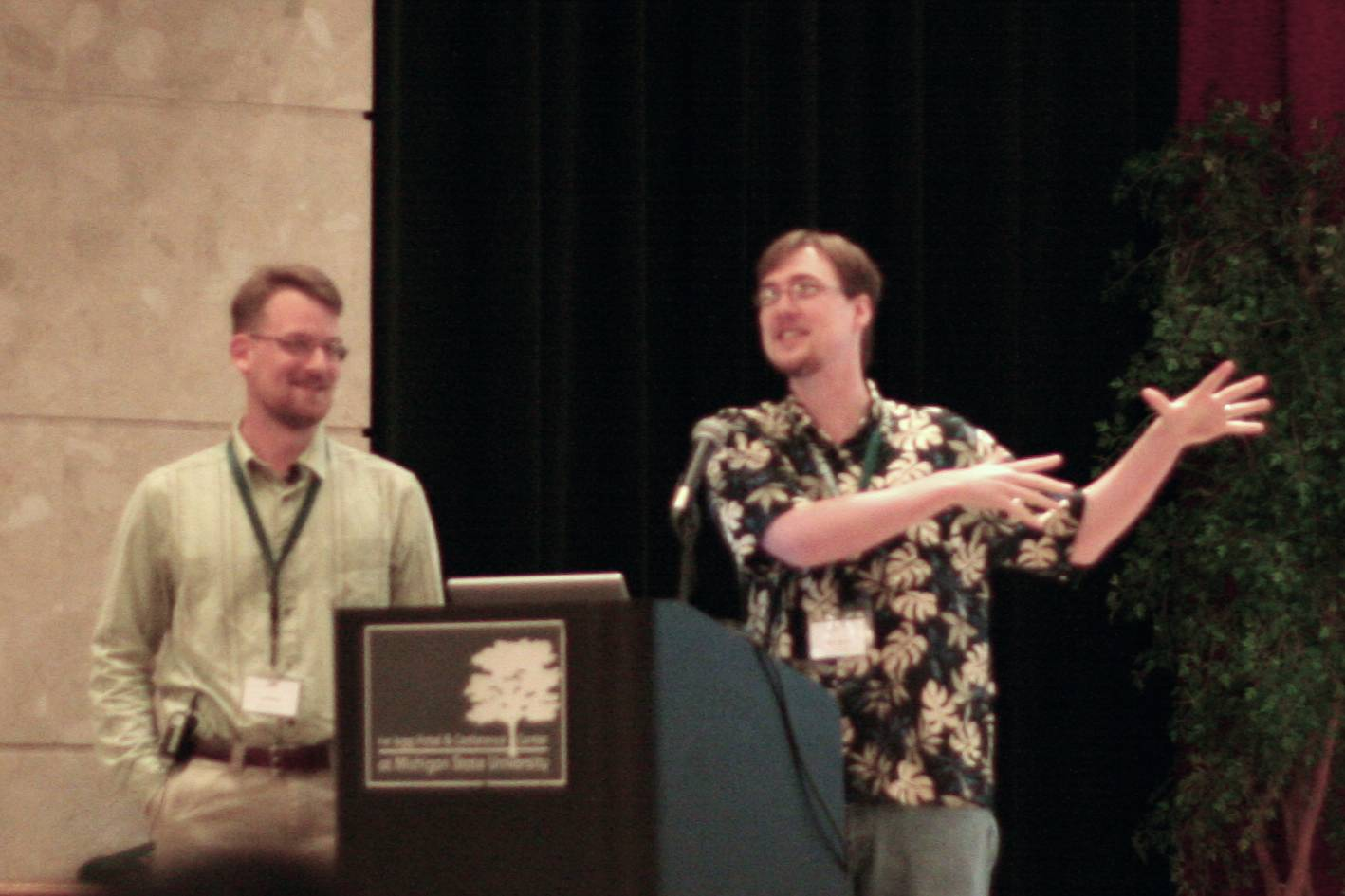
Slashdot创始人罗伯·马尔达（左）和杰夫·贝茨（右）

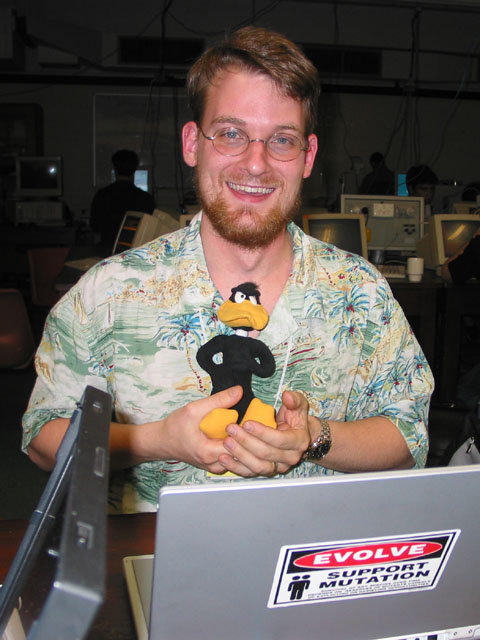
Slashdot联合创始人杰夫·贝茨

Slashdot的前身是罗伯·马尔达（Rob Malda）的个人网站《薯条和蘸酱》（ "Chips & Dips"），该网站于1997年10月5日推出。当时，马尔达是密歇根州霍兰霍普学院的学生，主修计算机科学。9月，该网站成为"Slashdot"，口号是“为宅男推送新闻；重要事情大放送”，并迅速成为互联网上计算机极客感兴趣的新闻和信息的热点。
"Slashdot"這個名字的字面含义是"/."——这也是该网站的标志，创始人有意选择了这个容易让人和URL混淆的名称，因为http://slashdot.org/读起来就会成为：h-t-t-p-colon-slash-slash-slash-dot-dot-org。
截止到1998年6月，该网站每天的页面浏览量达10万次，广告商开始注意到这一点。Slashdot是由罗伯·马尔达和杰夫·贝茨共同创办。到1998年12月，Slashdot的净收入为1.8万美元，然而，随着它在互联网上的知名度的提高，营收也随之增加。

## 讀者
Slashdot的核心讀者群包括Linux與開放原始碼運動的狂熱份子，顯然也包含支持Windows的讀者群。在一次Slashdot的投票中顯示有幾乎半數投票者使用Microsoft Windows作業系統，三分之一使用Linux, Mac OS X使用者則大概佔了10%左右。但最有意思的可能在於一定數目的跨平台使用者，也就是不只使用一種上述提到之作業系統的使用者。
如同大多數網際網路上的相似活動，Slashdot上的投票亦著名地不可信賴。甚至蒐集來的瀏覽器類別資訊都較投票可靠，此結果顯示Microsoft的客戶遠小於一般網際網路上的量，而Linux與Mac使用者則高出許多。然而，很多Slashdot的訊息都與Microsoft Windows之遊戲、應用程式或是安全漏洞有關。關於Slashdot為Linux導向的臆測則因著名的比尔·盖茨“博格”圖示不脛而走。此外，在判斷Slashdot使用者作業系統結果傾斜方面，一個事實是很多Slashdot使用者在日常工作中接觸此網站，而在只有在家裡他們才使用Linux。
著名的"Slashdotters"（Slashdot者）包含演員威尔·惠顿（使用者代號"CleverNickName （页面存档备份，存于）"）, id Software的技術指導約翰·卡馬克（使用者代號"John Carmack （页面存档备份，存于）"）, ReiserFS創始者汉斯·里瑟（使用者代號"hansreiser （页面存档备份，存于）"）與開放原始碼的宣揚者布鲁斯·佩伦斯（使用者代號"Bruce Perens （页面存档备份，存于）"）。另外一些值得注意的人士是參予火星探勘計畫（rover exploration projects）的NASA工程師。

## 外部連結
- Slashdot （页面存档备份，存于）